# Distretto di Cihanbeyli
Il distretto di Cihanbeyli (in turco Cihanbeyli ilçesi) è uno dei distretti della provincia di Konya, in Turchia.